# Frieda Riess

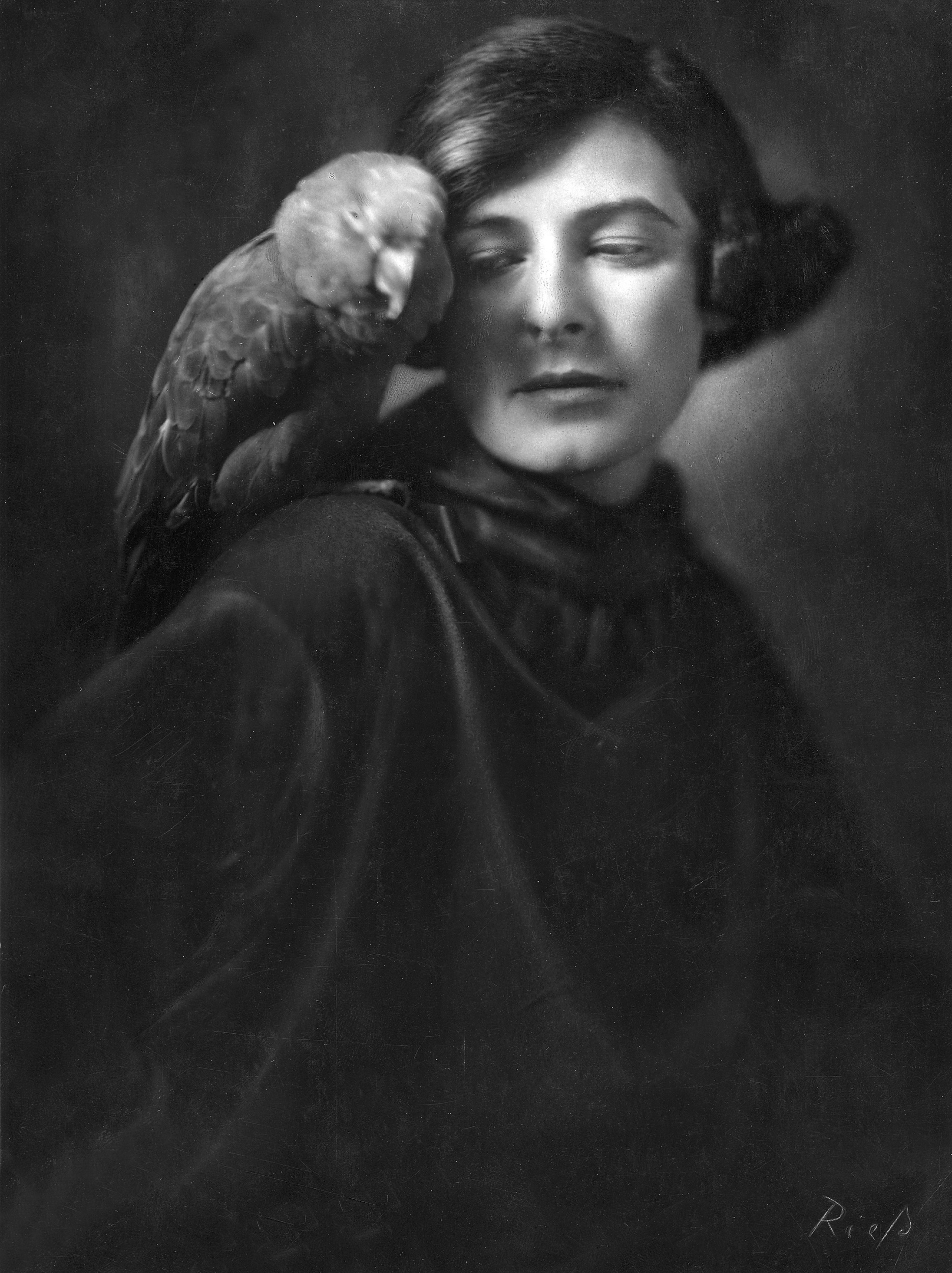
Selbstbildnis mit Papagei (1922)

Frieda Gertrud Riess (* 21. Juni 1890 in Czarnikau, Provinz Posen; † 20. März 1954 in Paris) war eine deutsche Fotografin jüdischen Glaubens. Sie galt als die „erfolgreichste Gesellschaftsfotografin der Weimarer Republik“.

## Leben
Frieda Riess stammte aus einer jüdischen Kaufmannsfamilie. Ihr Vater Emil Riess starb, als sie acht Jahre alt war. In den 1890er Jahren zog ihre Mutter Selma Riess (geb. Schreyer) samt den drei Kindern Alfred (* 1882), Walter (* 1884) und Frieda nach Berlin. Dort nahm Frieda Riess Unterricht bei dem Bildhauer Hugo Lederer, wandte sich dann aber der Fotografie zu. Von 1913 bis 1915 absolvierte sie die zweijährige Ausbildung zur Fotografiegehilfin am 1890 errichteten Lette-Verein. Der Verein hatte es sich zum Ziel gesetzt, die Erwerbsfähigkeit von Töchtern des mittleren und höheren Bürgertums zu fördern. Es ist jedoch nicht überliefert, ob Riess nach erfolgreich beendeter Ausbildung eine Anstellung erhalten hat. Kurt Pinthus schrieb, dass sie „zu keiner Zeit Schülerin eines großen Fotografen war“.
Im Jahre 1917 eröffnete Frieda Riess ein Atelier am Kurfürstendamm 14/15, zwischen Joachimsthaler Straße und Gedächtniskirche, unweit des Romanischen Cafés und gegenüber der Berliner Sezession. Mit der Eröffnung des Ateliers gehörte Frieda Riess zu den ersten selbständigen Unternehmerinnen ihrer Generation. Der Kurfürstendamm gehörte zu den exklusiven Adressen Berlins. Er stand für modernes Leben, Exklusivität und war Experimentierfeld der Moderne. Im Berlin der Goldenen Zwanziger Jahre trafen sich Literaten und Künstler in den Bars, Cafés und Kneipen und machten mit Drogen und billiger Unterhaltung die Nacht zum Tag. Ab 1922 bewegte sich Frieda Riess täglich in diesem Umfeld, denn zu dieser Zeit bezog sie eine Wohnung in dem Haus, in dem sich ihr Atelier befand. Durch ihre Ehe mit dem Juristen und Literaten Rudolf Leonhard in die Kreise prominenter Persönlichkeiten der Weimarer Republik eingeführt, erfuhr sie einen gesellschaftlichen Aufstieg. Zu den Menschen, mit denen sie verkehrte, gehörten bald Schauspieler, Tänzer, Sänger, Maler und Schriftsteller. Für die Literatur hegte die Riess auch privat großes Interesse. Neben Porträts machte sie Fotografien für Filme u. a. für Joe Mays Das indische Grabmal, Ernst Lubitschs Das Weib des Pharao, für Richard Eichbergs Monna Vanna und Carl Boeses Maciste und die chinesische Truhe. Die Aufnahmen waren für den Film-Kurier und die Schaukästen gedacht. Der Verkauf von Aufnahmen an die Presse, für die sie des Öfteren arbeitete, wurde immer zweitrangiger. Bis dato wurden ihre Arbeiten u. a. in der Vogue, der Berliner Illustrirten Zeitung, Die Dame, Der Querschnitt und Uhu veröffentlicht.

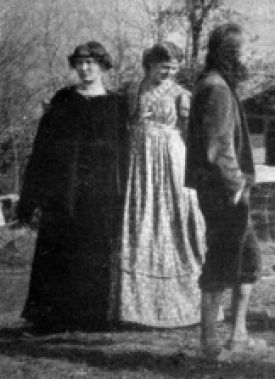
Die Gründerinnen des Monte Verità, 1902

Durch den renommierten Kunstsammler und Händler Alfred Flechtheim, der ihr 1925 die Möglichkeit einer Einzelausstellung mit 177 Fotografien gab, schaffte sie den endgültigen Durchbruch, auch über die Grenzen Berlins hinaus. Nun wurde sie gemeinhin nur noch als „Die Riess“ bezeichnet. Den Sommer 1928 verbrachte sie auf dem inzwischen lebensreformerisch geprägten Monte Verità. Dort machte sie das bekannte Foto von Querschnitt-Herausgeber Hermann von Wedderkop im „Luftkleid“.
Im Jahr 1929 porträtierte sie in Rom, durch Vermittlung Margherita Sarfattis, Benito Mussolini, was sie selbst als bedeutendstes Ereignis in ihrem Leben bezeichnet hat.
Ab 1930 verband sie eine Liaison mit dem französischen Botschafter Pierre de Margerie. 1932 gab sie ihr Atelier in Berlin auf und folgte dem als Pensionär nach Paris zurückgekehrten de Margerie. Sie hielt regelmäßigen Kontakt zu Thea Sternheim sowie Klaus Mann, beide kannte sie aus Berliner Zeiten. Ab Mitte der 1930er Jahre war sie oft krank und litt an Lähmungserscheinungen. Ab 1938 nannte sich Frieda Riess „Riess de Belsine“. Nach dem Beginn des Westfeldzugs entging Riess im Mai 1940 der Internierung der deutschen Staatsangehörigen in Lagern. Als deutsche Truppen 1940 Paris besetzt hatten, gelang es ihr, ihre jüdische Herkunft zu verschleiern. Pierre de Margerie sorgte für eine Verlängerung ihrer Identitätskarte und sie konnte im Juli 1942 auch der massenhaften Deportation der Juden aus Paris entgehen. Noch im selben Jahr starb Pierre de Margerie. Porträts von Gottfried Benn, die Frieda Riess 1953 nach Thea Sternheims Angaben gemacht haben soll, gingen nach ihrem Tod verloren.

## Werk
Frieda Riess stellte sich mit ihrer Arbeit in die Tradition von Nicola Perscheid. Die klassische Porträtkunst paarte sie mit moderner Bildsprache. Ihren Stil kann man als weich und fließend charakterisieren; der Hintergrund der Fotos ist grau und leicht aufgehellt, das Licht kommt fein dosiert von vorn und hinten. Kopf und Gesicht des Porträtierten erscheinen wie modelliert. Ein weiterer Effekt der Lichtführung sind fließend wirkende Stoffe. Auf vielen Bildern gibt es eine gegenläufige Bewegung von Kopf und Körper. Außerdem weisen die Fotos wegen ihrer malerischen Unschärfe impressionistische Tendenzen auf. Mit ihrem Stil verschrieb sich Frieda Riess dem vorherrschenden Kundengeschmack der Zeit. Sie unternahm auch Ausflüge in die Aktfotografie und in die expressionistische Fotografie.
Somit kann man das Œuvre der Riess gemeinhin in drei Kategorien aufteilen, wobei die letzte Kategorie die wohl größte darstellt:
Aktfotografie
- Erich Brandl[6]
- Bartolomeo Pagano

Expressionistische Fotografie
- Ilse Eilers
- Grit Hegesa
- Tamara Karsavina
- Ellen Petz
- Maria Leeser
- Joachim von Seewitz

Gesellschaftsfotografie
- Josephine Baker
- Gottfried Benn
- Xenia Boguslawskaja
- Marc Chagall
- Tilla Durieux
- Alfred Flechtheim
- André Gide
- Claire Goll
- Gerhart Hauptmann
- Max Herrmann-Neiße
- Paul von Hindenburg
- Emil Jannings
- Georg Kaiser
- Ruth Landshoff
- Joe Lederer
- Max Liebermann
- Margo Lion
- Ernst Lubitsch und Leni Lubitsch geb. Helene Kraus
- Klaus Mann
- Ressel Orla
- Anna Pawlowna Pawlowa
- Lotte Pritzel
- Max Schmeling
- Ami Schwaninger
- Renée Sintenis
- Max Slevogt
- Paul Valéry

Ihrem Lebenswerk widmete auf Initiative des Verborgenen Museums im Jahr 2008 die Berlinische Galerie eine erste Retrospektive.

## Ausstellungen (Auswahl)
- 1921: „Berliner Photographie“, Kunstgewerbemuseum Berlin
- 1922: Ausstellung bei Friedmann & Weber, Berlin
- 1925: Galerie Alfred Flechtheim, Berlin
- 1929: „Fotografie der Gegenwart“, Essen
- 1930: „Gezeichnet oder geknipst“, Berlin
- 1932: „1. Internationale Faschistische Fotografische Ausstellung“, Rom
- 2008: „Die Riess“, Retrospektive, Berlinische Galerie[7]
- 2023: Frieda Riess und Yva. Fotografien 1919–1937, Opelvillen Rüsselsheim[8]